# Perajen
Perajen is een bestuurslaag in het regentschap Banyuasin van de provincie Zuid-Sumatra, Indonesië. Perajen telt 5011 inwoners (volkstelling 2010).